# Moltsjat Doma
Moltsjat Doma (Russisch: Молчат Дома; "Stille Huizen") is een Wit-Russische rockband. De muziek van de band wordt gekenmerkt door een fusie van postpunk, synthpop en new wave. De band werd sterk beïnvloed door Russische bands uit het tijdperk van de perestrojka, zoals Kino.
Ze brachten op 24 april 2017 via het Duitse Detriti Records hun debuutalbum С крыш наших домов (vanaf de daken van onze huizen) uit. Op 7 september 2018 volgde het tweede album, Этажи (etages), getiteld. In januari 2020 tekenden ze bij het Amerikaanse indielabel Sacred Bones Records. Bij dit label gaven ze een heruitgave van hun eerste twee albums op vinyl uit. Ook planden ze een eerste toer door Noord-Amerika naast zangeres Chrysta Bell. Vanwege de Coronacrisis werden deze optredens echter uitgesteld.
In 2020 kwam hun derde album uit, Monument. Hiervan waren al een paar nummers geteased. Het nummer звезды was zelfs al in 2019 uitgebracht, nadat ze het voor het eerst hadden gespeeld voor het Pools/Wit-Russische Belsat TV.
In september 2024 bracht de band hun vierde studio album uit, Belaya Polosa, dit vergezeld door een internationale tour.

## Bezetting
Huidige leden
- Jegor Sjkoetko – zanger
- Roman Komogortsev – gitaar, synthesizer, drum machine
- Pavel Kozlov – bas, synthesizer

## Discografie
Studioalbums
- 2017: С крыш наших домов
- 2018: Этажи
- 2020: Monument
- 2024: Belaya Polosa